# Неправильні морські їжаки
Неправильні морські їжаки (Perischoechinoidea) — підклас морських їжаків. Існували в достатку в палеозойських морях, проте, переважна більшість видів вимерли до кінця мезозою.

## Опис
У всіх неправильних морських їжаків порошиця зміщується з центру аборального полюса по одному з інтеррадіусів на край диска або навіть на його нижню сторону; як наслідок цього переходу — більш-менш білатеральна будова. Інтеррадіус, по якому відбувається зсув, називають заднім, а протилежний йому радіус — переднім. Тіло сильно сплющене у вертикальному напрямку і має або дископодібну, або серцеподібну форму. Амбулакральні ніжки верхнього боку не використовуються як органи руху і діють як зябра. Іноді білатеральність посилюється тим, що зміщення порошиці по задньому інтеррадіусі супроводжується переміщенням рота по передньому радіусу вперед, нерідко майже до краю диска. Ослаблення п'ятипроменевої симетрії виражається також і у втраті задньої гонади, так що залишаються всього 4 (а іноді навіть 2) статеві залози.

## Спосіб життя
Неправильні морські їжаки живуть переважно на мулистому або піщаному ґрунті.

## Класифікація
Підклас Perischoechinoidea
- Ряд Cidaroida
- Ряд Bothriocidaroida †
- Ряд Echinocystitoida†
- Ряд Megalopoda †
- Ряд Palaechinoida †